# Antigua Uxpana
Antigua Uxpana är en ort i Mexiko.   Den ligger i kommunen Minatitlán och delstaten Veracruz, i den sydöstra delen av landet, 500 km öster om huvudstaden Mexico City. Antigua Uxpana ligger 10 meter över havet och antalet invånare är 118.
Terrängen runt Antigua Uxpana är platt. Runt Antigua Uxpana är det ganska glesbefolkat, med 29 invånare per kvadratkilometer. Närmaste större samhälle är Las Choapas, 15,4 km nordost om Antigua Uxpana. Omgivningarna runt Antigua Uxpana är en mosaik av jordbruksmark och naturlig växtlighet.